# Hessen (F221)
Pour les autres navires du même nom, voir Hessen (navire).
Le Hessen (F221) est une frégate de la classe Sachsen en service dans la marine allemande.

## Construction
Construit par Nordseewerke à Emden, le Hessen est le troisième et dernier navire de sa classe à être lancé puis mis en service dans la marine allemande. Il est basé à Wilhelmshaven avec les autres navires de la classe Sachsen au sein de la 2. Fregattengeschwader, qui fait elle-même partie de l'Einsatzflottille 2.

## Historique

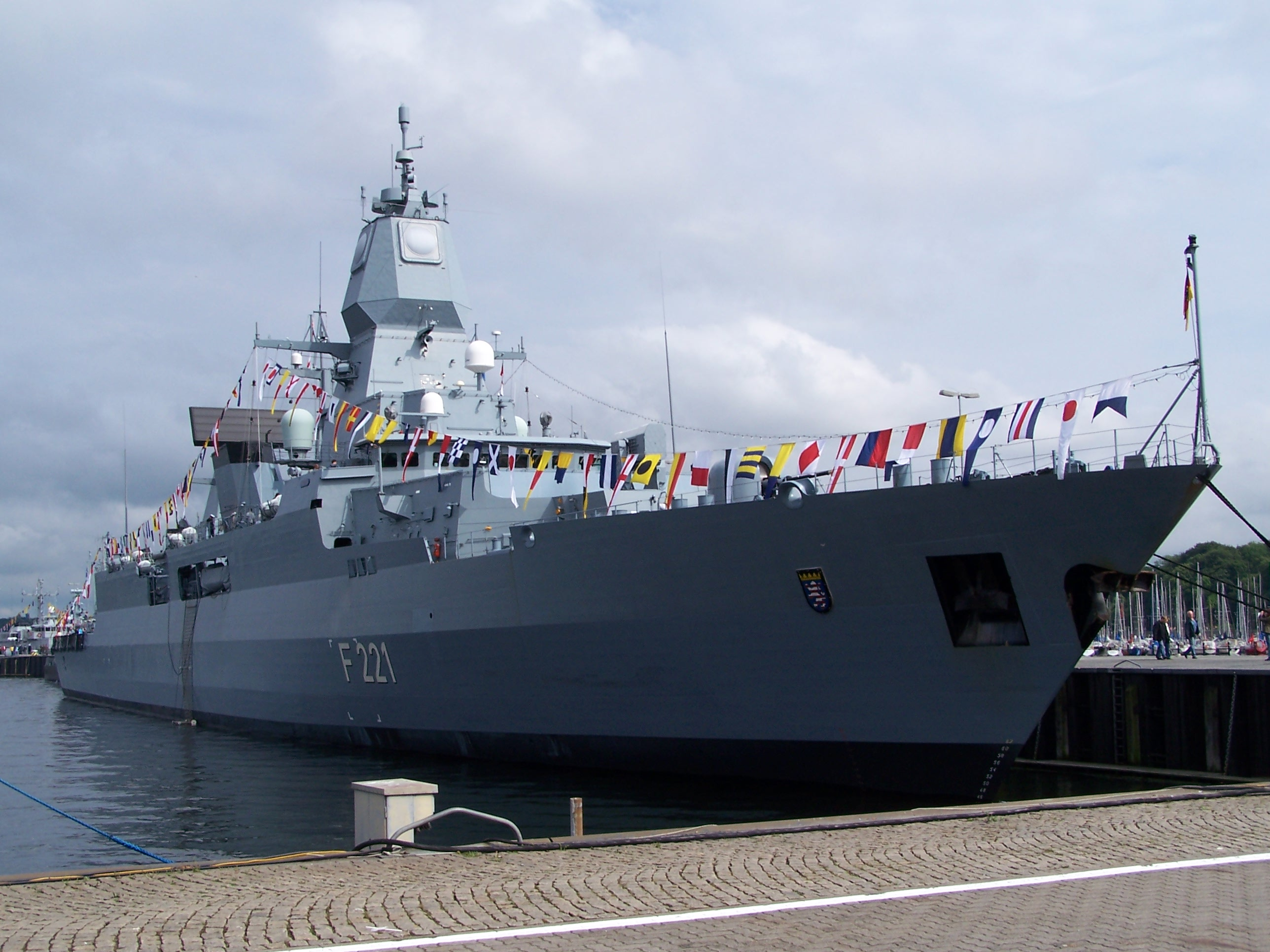
Le Hessen à la Semaine de Kiel en 2007.

Peu de temps après sa mise en service en 2006, le Hessen est déployé avec d'autres navires de la marine allemande pour sécuriser la côte du Mecklembourg lors du 33e sommet du G8 en 2007 se tenant dans la région. En 2008, le navire partie de la force opérationnelle maritime déployée en soutien à la force intérimaire des Nations Unies au Liban. Fin 2009, le Hessen participe à un exercice d'unité de formation composite au large de la côte est des États-Unis, en compagnie de l'USS Dwight D. Eisenhower. En mars de l'année suivante, la frégate fait partie de la Task force de l'USS Harry S. Truman. En juin, le Hessen transite par le canal de Suez avec la force américaine et est déployé avec la 5e flotte.
De janvier à juin 2013, le Hessen fait partie du Standing NATO Maritime Group 1, en tant que vaisseau amiral de la flottille de l'amiral Georg von Maltzan. Le navire allemand participe également à l'opération Active Endeavour pendant cette période. De décembre 2013 à avril 2014, le Hessen est déployé avec l'EUNAVFOR dans le cadre de l'opération Atalante, luttant contre la piraterie au large des côtes somaliennes. De mai à juin 2015, il est déployé en Méditerranée aux côtés du navire ravitailleur Berlin. Coordonnés, les deux bâtiments sauvent plusieurs centaines de migrants naufragés lors de plusieurs incidents.
En 2017, le Hessen est responsable de la sécurisation de l'espace aérien lors du sommet du G20 à Hambourg. Le 28 janvier 2018, il arrive à la base navale de Norfolk. En compagnie de la frégate norvégienne HNoMS Roald Amundsen, le Hessen participe à des exercices d'unités de formation composites avec le porte-avions USS Harry S. Truman, puis accompagne la Task force pendant la première moitié de son déploiement en Méditerranée,. En octobre 2022, le Hessen est affecté au Carrier Strike Group du porte-avions USS Gerald R. Ford (CVN-78) pour le premier déploiement du porte-avions. En 2023, la frégater prend part à l'exercice britannique de l'OTAN « Joint Warrior 23-2 », qui a débuté depuis le quai King George V, à Glasgow.
En février 2024, la frégate quitte le port de Wilhelmshaven pour la mer Rouge avec environ 240 personnes à bord pour prendre part à la mission européenne Aspide, qui vise à protéger les navires contre les attaques des Houthis. La frégate Hessen effectue la première utilisation d'armes réelles au combat de la Deutsche Marine : le 27 février 2024 au cours de la mission, il réussit à abattre deux drones, un avec son canon de 76 mm et l'autre avec son système CIWS. Selon le journal allemand SPIEGEL, avant cet incident la frégate aurait tenter d'abattre par erreur un drone MQ-9 Reaper américain avec 2 missiles antiaériens SM-2 défectueux (d'une valeur de 2,1 millions de dollars), avant de retomber en mer,. Le 6 avril, la frégate allemande Hessen intercepte un missile lancé depuis le territoire contrôlé par les Houthis.